# Barranco de Igueste de San Andrés
El Barranco de Igueste de San Andrés es un barranco de la vertiente sur del macizo de Anaga situado en la cuenca hidrográfica o valle de Igueste, en la isla de Tenerife (Canarias, España).
Administrativamente pertenece al municipio de Santa Cruz de Tenerife, estando gran parte de su recorrido protegido bajo el espacio del parque rural de Anaga.
Tiene su nacimiento a 833 m s. n. m. en la zona conocida como Hoya de la Ensillada, bajo la Piedra Chinobre, y desemboca en el mar después de recibir el aporte de numerosos barrancos menores, entre los que destacan los barrancos de las Piletas y de Chiquina.
Presenta un curso de agua casi permanente, siendo uno de los pocos barrancos isleños que conservan la presencia de la anguila, único pez de agua dulce autóctono de Canarias.
Junto a la desembocadura se ubica el núcleo de Igueste de San Andrés.